# 谷地頭停留場

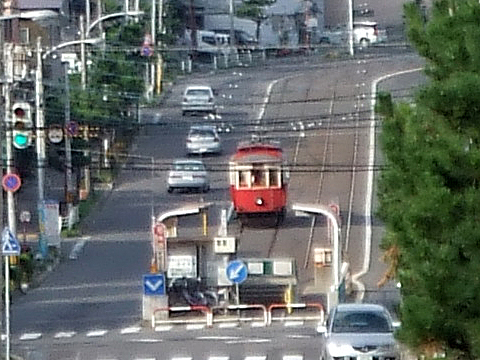
全景（2008年9月）

谷地頭停留場（やちがしらていりゅうじょう）は、北海道函館市谷地頭町35番地先、25番地先にある函館市企業局交通部（函館市電）宝来・谷地頭線の停留場である。駅番号はY26。映画『犬と私の10の約束』でロケ地となる。
宝来・谷地頭線の終着。函館市最南端、かつ北海道最南端の停留場でもある。

## 歴史
- 1913年（大正2年）10月30日 - 開業。
- 1999年（平成11年）1月2日 - 滑走した電車が車止めを越える事故が発生[2]。その後、コンクリート製の頑丈な車止めと緩衝用のバラストが設置された。
- 2017年（平成29年）11月30日 - 停留場折返線・線路改修工事を実施。当日は工事に伴って十字街～谷地頭間が始発から全便運休となり、代替バスが運行された[3]。

## 構造
- 2面1線で、手前までは複線である。
- ホーム部分にはプレハブの待合室が設置されている。
- 降り場・乗り場ホームともに上屋が設置されている。
- ホーム南側交差点に横断歩道があり、ホームまではこの横断歩道を行き来する。横断歩道に接する側のホームはバリアフリー対応のスロープが設置されている。
- 当停留所と青柳町停留場間は函館市企業局交通部が現在運営する営業路線では最急勾配の58.3‰がある[4]。付近は凹地で海抜が海水面とほぼ同水準である[5]。

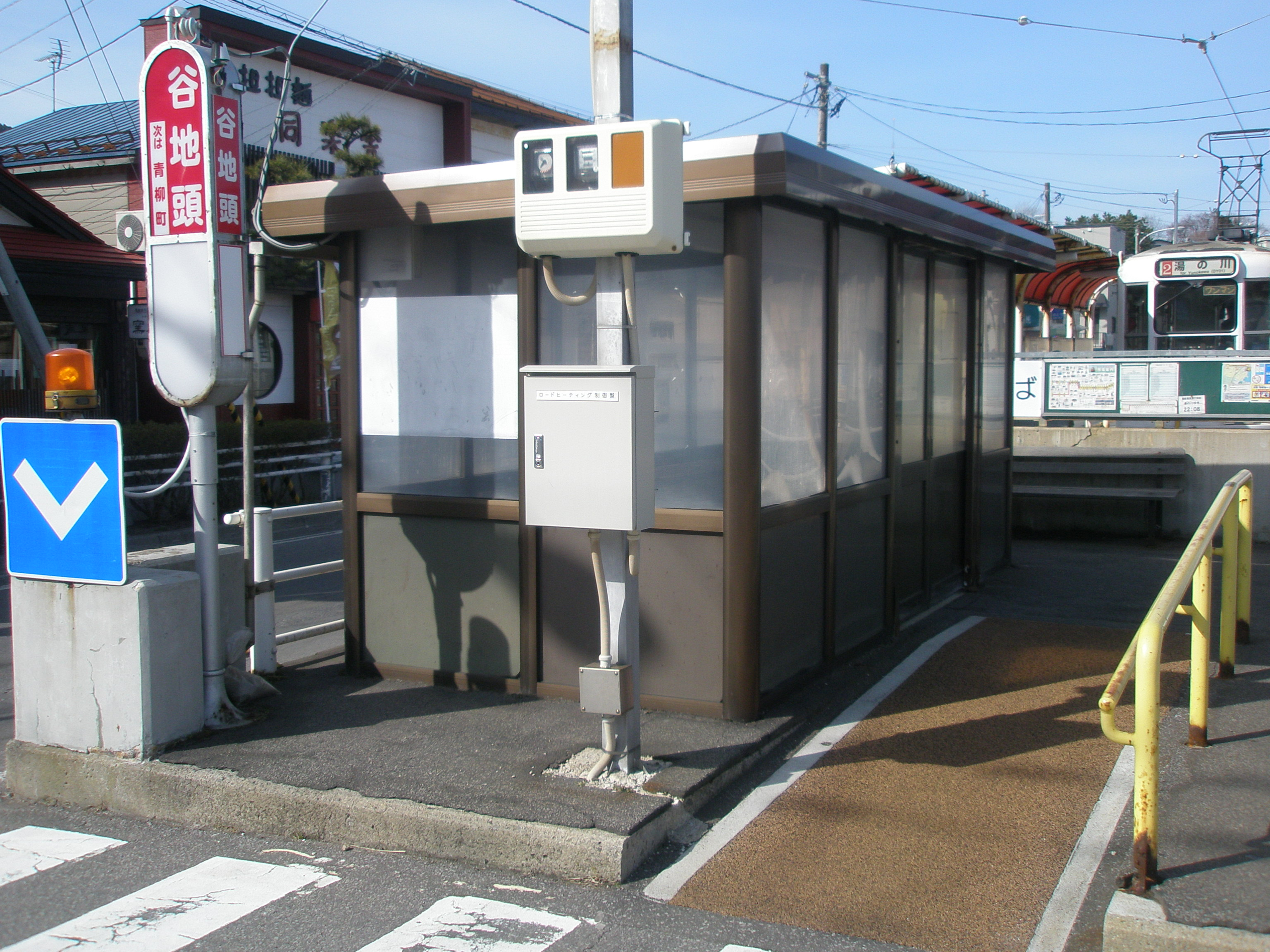
谷地頭停留場・待合室（2018年03月24日撮影）
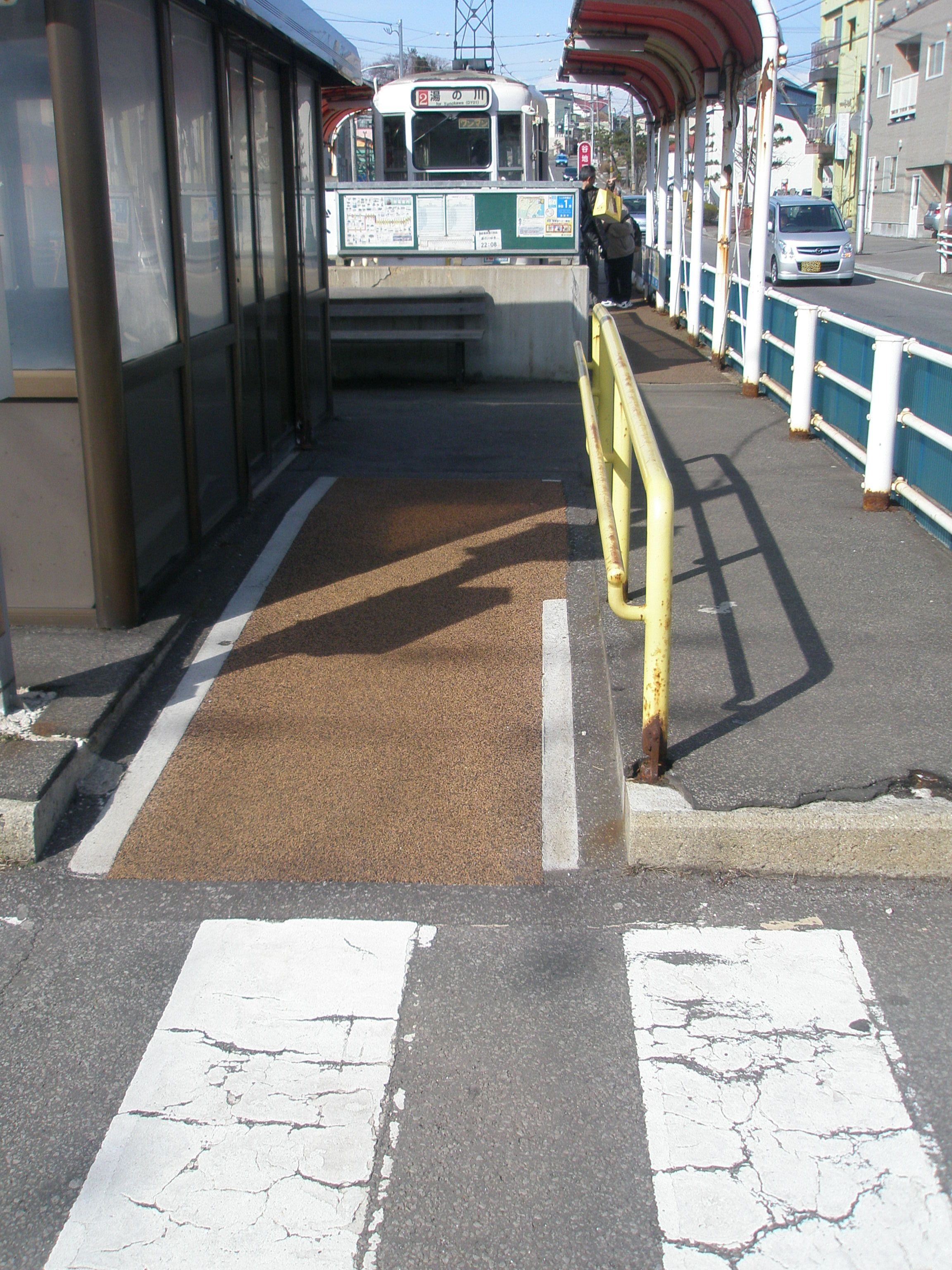
谷地頭停留場・バリアフリースロープ（2018年03月24日撮影）

## 周辺
- 立待岬
- 函館八幡宮（蝦夷地総社）
- 箱館通宝銭座の碑
- 啄木一族の墓
- 与謝野晶子・寛の歌碑
- 碧血碑
- 函館市谷地頭老人福祉センター
- 谷地頭温泉
- フルールハピネスはこだて（元・厚生年金ハートピア函館）
- 函館公園
- ローソン函館谷地頭店
- 立待岬物語（停留場前にある土産物店で、市電・バス乗車券の委託販売店でもある）
- 函館バス「谷地頭」停留所[6]

なお、谷地頭停留場から見て交差点左向こう側角に公衆トイレがある。

### かつてあった周辺施設
- 大日本帝国陸軍津軽要塞司令部 （函館要塞司令部）- 1903年（明治36年）に千代岱より移転してきた[7]。

## 事故
1999年1月2日15時頃、青柳町停留場から当停留場へ向かっていた8000形8005号が下り坂でスリップを起こし、止まりきれずにレール上の車輪止め（高さ約100 mm）を乗り越え、さらにゴムクッション付き金属製車体止め（高さ800 mm）をなぎ倒し、プレハブ造りの待合室に衝突、全壊させた。乗客30人にけがはなかったが、待合室にいた5人が打撲などを負った。
運転士によると、手順通りに下り坂約300 mのうち残り100 m手前からブレーキをかけたが、スリップして止まりきれなかったという。事故後、当該車両のブレーキ系統に異常は見られず、自力走行ができた。
この日は朝からスリップしやすく、砂を撒くなどして対策していた。当駅に入るには右カーブがあり減速する必要があるが、もし減速ができなければカーブも曲がりきれない危険性がある。また併用軌道で、自動車がレールに泥を付着させたり、海に近いことから潮風による塩分が付着するとスリップしやすくなる。
事故当時の停留場における車輪止め・車体止めの設備も十分とはいえず、待合室の位置など、停留場施設の見直しが必要とされた。
なお企業局交通部では、運行前や運行途中に道路の状況を確認して融雪剤や砂を撒くようにしている。運転士にも連絡をとり、全車両に砂を載せて運転士も必要に応じて随時撒くようにし、安全に運行できるように努力している。また、現在は坂の途中にあるカーブ手前（青柳町34番地先）に一時停止を促す標識が設置されており、全車その地点で一時停止を行った上で停留場に向かうことになっている。

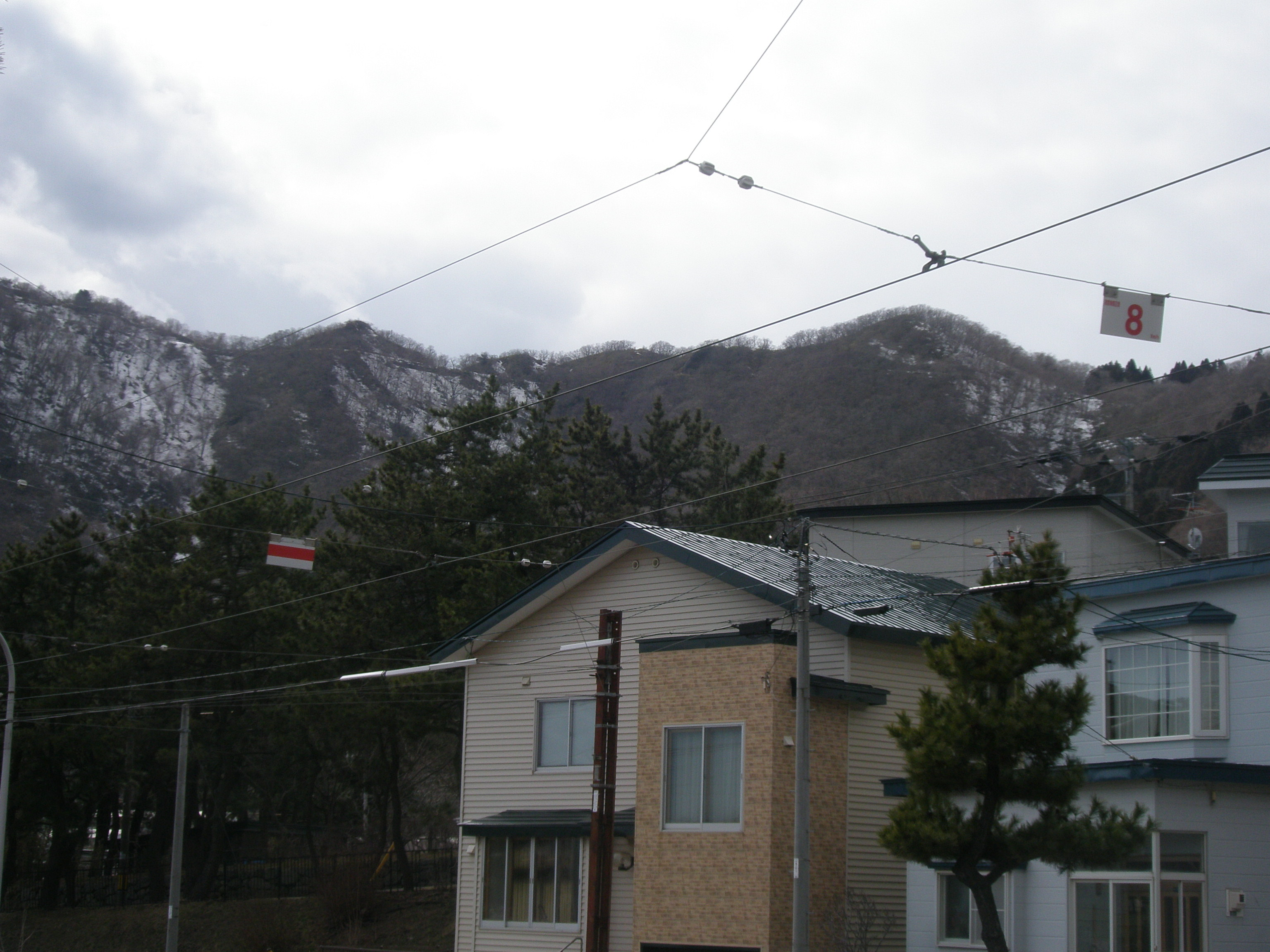
谷地頭方面に向かう電車に向けられての制限速度と一時停止位置の標識
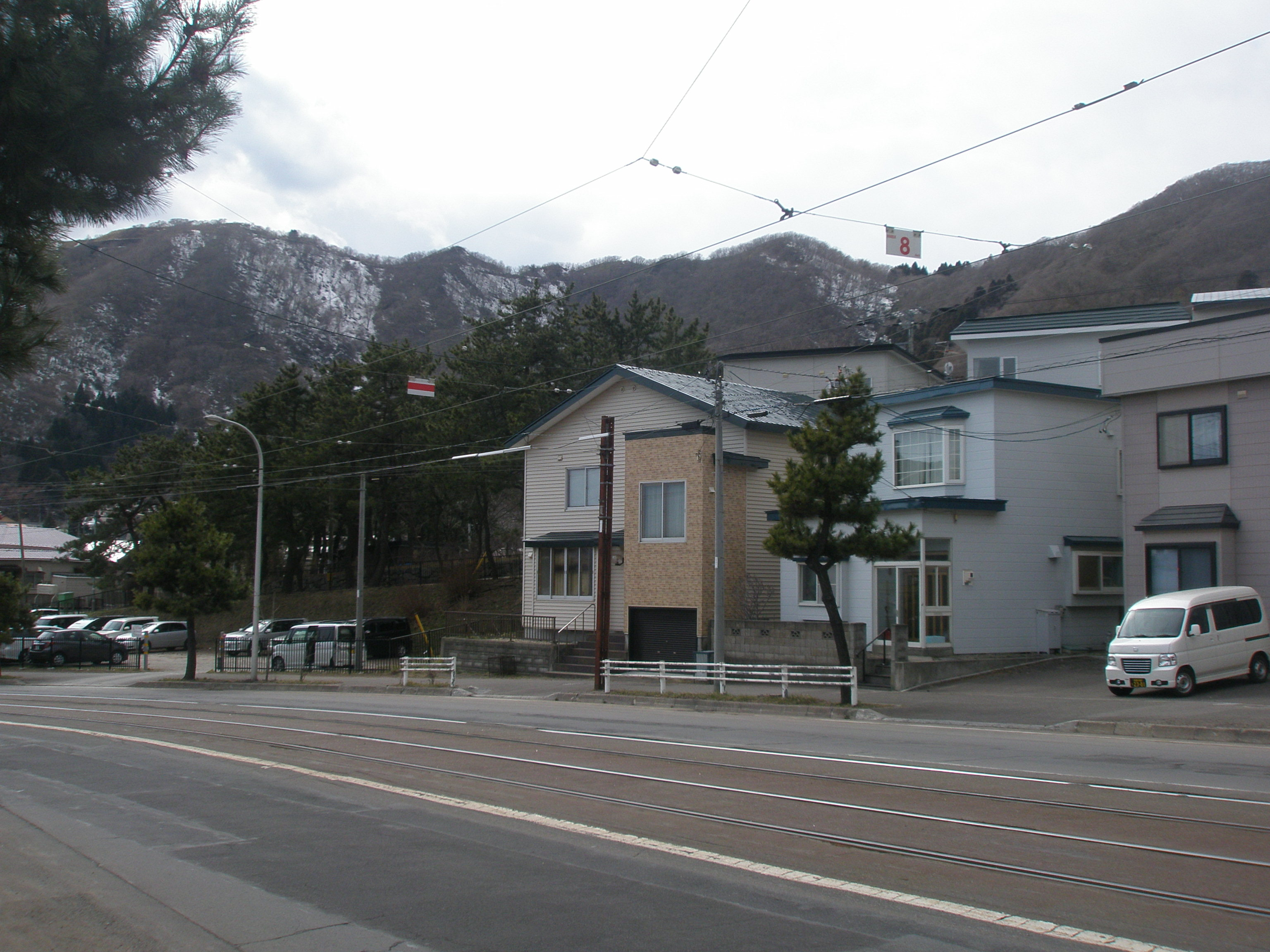
標識の設置状況

参考までに軌道建設規程（国土交通省令）第十六条では、本線の坂は40‰（4%）より急にしてはならない。ただ例外規定があり、特別な区間は67‰（6.7%）まで許されている。

## 隣の停留場
函館市企業局交通部
宝来・谷地頭線
青柳町停留場 (Y25) - 谷地頭停留場 (Y26)